# Путна
Манастирът Путна (на румънски: Mănăstirea Putna) е православен манастир в средновековното Княжество Молдова (днес в Румъния). Разположен е на брега на река Путна. Основан е от молдовския княз Стефан Велики, който полага основите му на 10 юли 1466 г. и го посвещава на Светата Дева Мария.
Манастирската църква е предвидено да бъде княжески некропол и като такъв е открита още през декември 1477 г., когато в нея е погребана втората съпруга на Стефан Велики княгиня Мария Мангупска. През следващите години там са погребани както самият Стефан през 1504 г., така и други членове от семейството му - по-младите му синове Богдан и Петру през 1479 и 1480 г., третата му съпруга Мария Войкица през 1511 г., техният син Богдан III Кривия през 1517 г., дъщеря им Мария Княжна през 1518, внукът им Стефан IV Стефаница през 1527 г. Последната знатна личност погребана в манастирската църква е съпругата на Петър IV Рареш Мария през 1529 г.
Манастирът пази ценни стари ръкописи и църковни предмети.